# Католическа лига (Франция)
 Тази статия е за католическата лига от 1576 година.  За другите католически лиги вижте католическа лига.  
Католическата лига (на френски: League catholique) е католическа партия във Франция, организирана в хода на Френските религиозни войни през 1576 г. от херцог Анри дьо Гиз. Тя си поставя за цел да се изкорени протестантската ерес в страната, дори, ако трябва, и с физическото изтребление на хугенотите. Съществува с прекъсване до 1594 г., като се съюзява с испанския крал Фелипе ІІ и в по-късния етап се поставя в негова услуга. След като нейният най-голям противник Анри Наварски става крал като Анри ІV, Лигата губи привърженици и накрая е разпусната.

## Създаване на лигата

### Първа лига
Католиците се надяват да нанесат смазващ удар на хугенотите по време на Вартоломеевата нощ, но не се получава така. Едиктът от Болио през 1576 г. съдържа нови отстъпки на короната към тях, което разочарова Гиз и съмишлениците му. Първата Католическа лига, известна като Лигата от Перон, е отговор на колебанията на крал Анри III и претендира да е международен съюз против протестантството. Тя се появява още през същата година, но стартът ѝ не е такъв, какъвто Анри дьо Гиз е очаквал. Кралят приветства появата ѝ и се обявява за неин ръководител, с което на практита я обезсмисля. Папа Григорий XIII осигурява подкрепата на Фелипе ІІ и съдейства Парижкия парламент да я узакони. На 17 септември 1577 г. кралят подписва с хугенотите мира от Бержерак и според него така целите на лигата са изпълнени. Ето защо той я разпуска, а разединената аристокрация не открива начин да я запази.

### Втора лига
Второто издание на лигата се появява през 1584 г., когато умира херцог д'Алансон – най-малък брат на Анри ІІІ и дотогавашен престолонаследник. Това автоматично превръща Анри Наварски в най-вероятен бъдещ крал. Тази вероятност предизвиква страх, но и открива перспективи. Както се изразява парижкият писател Пиер дьо Л'Етоал „сега Лигата на братята Гиз ще стане толкова по-силна, колкото по-слаба става Франция“.
През есента херцозите Гиз, Майен и барон дьо Сенесе се срещат в Нанси, където начертават целите и структурата на новата организация. Към традиционната задача да се спре възхода на хугенотите се прибавя и „защита на старите права и свободи на френските граждани“. За кандидат за трона те определят Шарл дьо Бурбон – кардинал, твърд католик и също наследник на Анри ІІІ. На 31 декември 1584 г. Лигата сключва съюз с Фелипе ІІ в Жоанвил, който обещава съдействие и по 50 000 дуката на месец.
Лигата е съвкупност от сдружението на аристократите и широки народни маси, подложени на активна пропаганда. На 30 март 1585 г. е публикуван манифест на Лигата, който в действителност е обявяване на война на Анри ІІІ.
През 1585 г. започва осмата религиозна война, известна като Война на тримата Анри. Кралят минава на страната на католиците и отменя всички едикти, с които е дал права на хугенотите. Гиз е обявен за главнокомандващ на френската армия и печели победата при Вимори срещу германските протестанти. Главна твърдина на Лигата става Париж, където населението започва да се радикализира. Там се създава таен съвет от 16 души, който разделя града на 16 квартала и всеки се подготвя самостоятелно за война. Така се формира войска от 30 000 доброволци, наречена милиция. Възходът на Лигата плаши Анри ІІІ и през април 1588 г. той забранява на Гиз да идва в Париж. Разквартирува там 4 000 швейцарски гвардейци, но с това предизвиква бунт, известен като Денят на барикадите (12 май 1588). Той трябва да напусне столицата и да я остави под властта на Гиз. Опиянението от успеха води Лигата към поредица от грешки – от извършените масови убийства на хугеноти до призивите за кръстоносна война и пълното изкореняване на протестантството.
Самият Гиз се стряска и през юли 1588 г. сключва с краля съюза от Руан. Анри ІІІ приема исканията на Лигата и налага забрана на Анри Наварски да заема престола. През септември в Блоа се свикват Генерални щати, напълно доминирани от Лигата. Там открито се заявява намерението Франция да се превърне в аристократична република. Под въпрос е поставен не само принципът на абсолютизма, но и личността на краля изобщо. Оттогава Анри ІІІ няма друг избор, освен да се съюзи с хугенотите. През декември той огранизира убийството на Гиз в Блоа, което още повече радикализира членовете на Лигата. Влиянието на фанатичните йезуити и други духовници нараства. Париж и редица други градове на север и изток обявяват, че Анри не е вече техен крал. Отговорът на Лигата не закъснява – на 1 август 1589 г. фанатичният ѝ привърженик Жак Клеман убива краля и поставя край на династията Валоа.

## Упадък през 90-те години
Основна статия: Война на Католическата лига
Следващият лидер на Католическата лига е херцог дьо Майен, брат на убития Гиз. Очевидно обаче той отстъпва по качества, тъй като губи от Анри ІV сраженията при Арк (1589) и Иври (1590). На 21 ноември 1589 г. Парижкият парламент признава Шарл дьо Бурбон за крал като Шарл Х, но неговото възцаряване е на практика невъзможно, защото той е бил арестуван няколко дни преди убийството на Гиз и още е в плен на законния крал. Естествено, че Анри се погрижва злополучният му пленник да загине и така поставя католиците пред труден избор.
През 1593 г. Майен свиква Генерални щати в Париж, които да посочат името на новия крал, но това се оказва невъзможно. Единственият пряк наследник на трона е петгодишният принц Конде, а и той е наследник на протестантски клон на династията. Фелипе ІІ предлага за кралица дъщеря си Изабела, внучка на Анри ІІ. Тя обаче е омъжена за австрийския ерцхерцог Албрехт, което означава, че новата кралска двойка ще бъде от стария френски враг – Хабсбургите. Щатите не вземат решение, но Лигата решава, че предвид обстоятелствата Изабела е единственият смислен избор. Така ще се осигури и неограничена помощ от Испания.
Но докато в Париж се обсъждат тези въпроси, Анри ІV взема съдбоносното решение да приеме (за втори път) католицизма. Това се случва през 1593 г., а през февруари 1594 той е коронован в Шартър. Това събитие е тежък удар за Лигата, защото земите и градовете, които дотогава е контролирала, започват да минават на страната на законния крал. Дотогава католиците са имали увереността, че диктуват хода на събитията, сега се превръщат в опозиция. През март 1594 г. Анри ІV влиза в Париж и с право приема, че вече е крал на цяла Франция.
От този момент Католическата лига, без да е разпусната официално, престава да съществува. Войната продължава между Франция и Испания, съпротивата на отделни членове на Лигата тлее още няколко години, но без заплахата протестант да стане крал изчезват и причините за съществуването ѝ.